# Мария Болгарская
Мария Болгарская или Мария Дукиня (греч. Μαρία Δούκαινα; X век — не ранее 1095) — жена протовестиария и доместика схол Андроника Дуки, мать византийской императрицы Ирины Дукини.

## Биография
Дочерью Траяна Болгарского от неизвестной византийской из родов Контостефан и Фок; приходилась внучкой Ивана Владислава, царя Болгарии.
Вышла замуж за Андроника Дуку задолго до 1066 года. Он сыном кесаря Иоанна Дуки, влиятельного византийского политика того времени, и Ирины Пегонитиссы. Он также приходился племянником Константину X и двоюродным братом Михаилу VII.
Мария получила в наследство обширные земельные владения в районе Охридского озера; значительный доход тратился на поддержание роскошного образа жизни и политических амбиций её мужа. Будучи последними из правящей династии Болгарии, Мария и её дочери Ирина и Анна обладали не только огромным состоянием, но и обеспечивали легитимность византийской власти над болгарским населением. Политически выгодные браки Марии (и её дочерей) свидетельствуют о вероятной интеграции потомков династии Комитопулов в придворную знать Константинополя. Как мать императрицы Ирины Дукини, Мария обладала некоторым влиянием в первые годы правления Алексея I Комнина, хотя она, будучи вдовой, избегала императорского двора и предпочла жить в своем поместье на Охридском озере. Её внучка Анна Комнина восхваляет её красоту и мудрость в «Алексиаде».
В 1077—1081 годах она основательно перестроила и восстановила церковь Хора, фактически придав ей нынешний вид.

## Семья
В браке с Андроником Дукой у Марии было семь детей:
- Михаил Дука — протостратор[5];
- Константин Дука — севаст[6];
- Стефан Дука — севаст[4];
- Иоанн Дука — великий дука[7];
- Ирина Дукиня — жена императора Алексея I Комнина[2];
- Анна Дукиня — жена Георгия Палеолога[4];
- Феодора Дукиня[8].